# Hagenthal-le-Haut
Hagenthal-le-Haut je občina v departmaju Haut-Rhin francoske regije Alzacija.
Leta 1990 je v občini živelo 428 oseb oz. 87 oseb/km².